# جيمس لوين
جيمس (جيم) لوين (بالإنجليزية: James Loewen) (ولد في 6 فبراير 1942) هو عالم اجتماع ومؤرخ ومؤلف أشهر أعماله أكاذيب أخبرني بها معلمي: كل ما أخطأت به كتب تاريخ أمريكا (Lies My Teacher Told Me: Everything Your American History Textbook Got Wrong) (1995).

## النشأة والمسيرة العملية
ولد لوين سنة 1942، لأمه وينيفريد وأبيه دكتور/ ديفيد إف لوين. كانت أمه أمينة مكتبة ومدرسة وكان أبوه مديرًا طبيًا. نشأ لوين في ديكادور، إلينوي. وحصل على منحة الامتياز الوطني كخريج سنة 1960 من مدرسة ماك آرثر الثانوية.
التحق بجامعة كارلتون. في عام 1963، عندما كان طالبًا في السنة قبل الأخيرة، قضى فصلاً دراسيًا في ميسيسيبي، وكانت تلك بمثابة تجربة في ثقافة مختلفة أدت إلى تساؤله عما دُرس له عن تاريخ الولايات المتحدة. اهتم بالتعرف على المكان المتفرد لمهاجري القرن التاسع عشر الصينيين وسلالتهم في ثقافة ميسيسيبي، المعروفة بازدواجيتها العرقية. واستمر حتى حصل على درجة الدكتوراه في علم الاجتماع من جامعة هارفارد عن بحثه الذي عني بدراسة الصينيين في ميسيسيبي.
درس لوين في ميسيسيبي لأول مرة في كلية توجالو، التي كانت مخصصة للسود أسستها الجمعية التبشيرية الأمريكية بعد الحرب الأهلية الأمريكية. لعشرين عامًا، قام لوين بالتدريس عن العنصرية في جامعة فيرمونت. ومنذ عام 1997، كان مدرسًا زائرًا لعلم الاجتماع في جامعة أمريكا الكاثوليكية في واشنطن العاصمة.

## معركة التعديل الأول
شارك لوين في تأليف أحد كتب تاريخ الولايات المتحدة المدرسية، ميسيسيبي: الصراع والتغيير (Mississippi: Conflict and Change) (1974)، والذي نال جائزة ليليان سميث كأفضل كتاب واقعي سنة 1975. ولم توافق هيئة شراء الكتب في ميسيسيبي على استخدام الكتاب في مدارس الولاية. وقد طعن لوين في قرار الولاية في دعوى قضائية عُرفت باسم لوين ضد تيرنسبيد (1980).
جمعية المكتبات الأمريكية تنظر في قضية لوين ضد تيرنسبيد، 488 F. Supp. 1138 (محكمة مقاطعة ميسيسيبي الشمالية 1980)، قضية التعديل الأول التاريخية وإحدى ركائز «الحق في حرية القراءة». وقد تم رفض استخدام كتاب ميسيسيبي: الصراع والتغيير في مدارس ميسيسيبي الحكومية من قبل هيئة شراء الكتب في ميسيسيبي على أساس أنه أثار الكثير من الجدل وركز على أمور عنصرية بشكل زائد. وقد حكم القاضي أورما آر سميث من محكمة مقاطعة الولايات المتحدة بأن رفض الكتاب المدرسي لم يكن له «أسس مبررة»، وأنه تم حرمان المؤلفين من حقهم في حرية الرأي والتعبير.

## أكاذيب أخبرني بها معلمي
أمضى لوين عامين في مؤسسة سميثسونيان، حيث درس اثني عشر كتابًا عن التاريخ الأمريكي من الكتب واسعة الاستخدام في الولايات المتحدة. ونشر ما توصل إليه من نتائج في كتابه أكاذيب أخبرني بها معلمي: كل ما أخطأت به كتب تاريخ أمريكا (Lies My Teacher Told Me: Everything Your American History Textbook Got Wrong) (1995). واستنتج أن مؤلفي الكتب ينشرون آراء خاطئة ومرتكزة على الثقافة الأوروبية وتخيلية عن التاريخ. وأشارت نشرة نيو بريس في مارس 2012 إلى كتاب أكاذيب أخبرني بها معلمي باعتباره الكتاب الذي حقق أفضل المبيعات على الإطلاق.
ويرى أنه يجب عدم تدريس التاريخ كحقائق وتواريخ مباشرة لحفظها، ولكن يجب تحليل المحتوى والأسباب الرئيسية للأحداث. ويوصي لوين بأن يستخدم المدرسون كتابين، حتى يتمكن الطلاب من إدراك التناقضات وطرح أسئلة مثل «لماذا يقدم المؤلفون مواد مثل هذه؟»

## كتاباته الحديثة
استمرارًا لاهتمامه بالصراع العرقي في الولايات المتحدة، كتب لوين مدن الغروب: بعدًا خفيًا للعنصرية الأمريكية (Sundown Towns: A Hidden Dimension of American Racism) (2005). ويوثق الكتاب تاريخ مدن الغروب، وهي المدن التي كان يتم فيها إجبار السود واليهود والأقليات الأخرى (أو يتم تشجيعهم بقوة) على الرحيل قبل الغروب لتجنب العنف العرقي الذي كان يهدد به أو يرتكبه الأغلبية من السكان البيض. وقد كتب لوين عن مدن الغروب أكثر من مرة خلال مسيرته العملية، بما في ذلك كتابه أكاذيب في أمريكا (Lies Across America)، حيث استشهد بضاحية دارين، كونيكتيكيت الثرية باعتبارها تتفق مع وصفه لمدينة الغروب الحديثة الفعلية.
في الوقت الحالي، يبحث لوين في كتاب جديد باسم مفاجآت في الأفق: أماكن غير متوقعة تفهم التاريخ بشكل صحيح (Surprises on the Landscape: Unexpected Places That Get History Right). وقد تم التخطيط للكتاب باعتباره متابعة لكتاب أكاذيب في أمريكا (Lies Across America)، الذي أشار إلى موضوعات ومواقع مضللة تاريخيًا حول الولايات المتحدة. ويلفت كتاب مفاجآت الانتباه إلى مواقع تاريخية دقيقة ويقدم تمثيلاً واضحًا للأحداث. ويدعو موقعه الرسمي العامة إلى كتابة تعليقات عن المدن والمواقع التاريخية التي يجب تضمينها فيما يتعلق بتقديم التاريخ «بشكل صحيح».

## كتب
كتب لوين الكتب التالية:
- الصينيون في ميسيسيبي: بين البيض والسود (The Mississippi Chinese: Between Black and White), Cambridge: Harvard University Press, 1971; second edition, Prospect Heights, IL: Waveland Press 1988
- ميسيسيبي: الصراع والتغيير (Mississippi: Conflict and Change) (شارك في تأليفه تشارلز ساليس)، New York: Pantheon Books, 1974
- العلم الاجتماعي في المحكمة (Social Science in the Courtroom), Lexington: D.C. Heath and Company, 1982
- الحقيقة وراء كولومبوس (The Truth About Columbus) 1989؛ الإصدار الثاني باسم أكاذيب أخبرني بها معلمي عن كريستوفر كولومبوس (Lies My Teacher Told Me About Christopher Columbus), paperback, 2006
- أكاذيب أخبرني بها معلمي: كل ما أخطأت به كتب تاريخ أمريكا (Lies My Teacher Told Me: Everything Your High School History Textbook Got Wrong), New York: The New Press, 1995
- أكاذيب في أمريكا: أخطاء أحداثنا التاريخية ومعالمنا (Lies Across America: What Our Historic Markers and Monuments Get Wrong), New York: The New Press, 1999
- مدن الغروب (Sundown Towns), New York: The New Press, 2005
- أكاذيب أخبرني بها معلمي: كل ما أخطأت به كتب تاريخ أمريكا (Lies My Teacher Told Me: Everything Your High School History Textbook Got Wrong), New York: The New Press, 2007
- تدريس ما حدث بالفعل: كيفية تجنب طغيان الكتب وإثارة حماس الطلاب للتاريخ (Teaching What Really Happened: How to Avoid the Tyranny of Textbooks and Get Students Excited About Doing History), New York: Teachers College Press, 2010
- القارئ المتحالف والقارئ المتحالف الجديد: الحقيقة الكبرى عن القضية الضائعة (The Confederate and Neo-Confederate Reader: The Great Truth about the Lost Cause) (شارك في تحريره إدوارد إتش سيبيستا)، Jackson, MS: University Press of Mississippi, 2010